# Casa Dr. Klein
La Casa Dr. Klein és un edifici del municipi de Cardedeu (Vallès Oriental) que forma part de l'Inventari del Patrimoni Arquitectònic de Catalunya.

## Descripció
És un edifici d'habitatge entre mitgeres, de planta baixa i dos pisos. Façana de composició simètrica en la qual juga amb diferents tipus de solució d'obertures, amb finestres de llinda plana i altres de forma cònica truncada.
Els materials emprats són maó, pedra i arrebossat. Els elements decoratius, llindars, sanefes i ferros són representatius de la segona etapa de Raspall, amb una gran supervivència d'elements modernistes i la progressiva eliminació del decorativisme exuberant de la primera etapa, cercant formes més geomètriques. En aquesta ocasió és palesa una evolució en les reixes de les finestres balconeres, en la intenció geomètrica del conjunt de la façana.

## Història
Encara que no tenim data de la casa ja hem deduït en l'apartat anterior que correspon a la segona etapa d'en Raspall (1918-1926), segons la classificació feta per Oriol Bohigas en el seu article. Per altra part, i encara que no consta en el projecte d'obres, en els extractes del sr. Artigues sí que hem trobat un comentari significatiu: "El 12-1-1930 al Dr. Klein, que va portar l'aigua potable al poble, se li dona el seu nom al carrer després de mort".